# アジアン・ポップス
アジアン・ポップス（Asian pops）はアジアの歌謡曲のことであり、全アジア共通の流行音楽市場ではない。非常に曖昧な語であり、日本でアジアン・ポップスと言う場合は日本の歌謡曲は指さず、東南アジアのそれも含むこともあるが、大抵は韓国ポップス（K-POP）、香港ポップスなどの中華系ポップス（C-POP）を指す。
基本的にはアジアン・ポップスという語は、狭義にはポップスやロック、ソウルなどの欧米由来の若者向け音楽を意味するが、広義にはダンドゥット（マレーシア、インドネシア）やルークトゥン（タイ）などの日本で言えば演歌に当たる音楽も含む。
海外では、アジアン・ポップスとは日本を含めたアジア全域のポップスのことを国や地域などに関係なく、一緒くたに指すことが多い。
しかしながら、近年では日本や韓国のポップスが東アジアや東南アジアなどで人気が出ているため、そういう音楽の国際市場をアジアン・ポップスと言うことがある。